# Canada Open 1985
Il Canada Open 1985 è stato un torneo di tennis giocato sul cemento. È stata la 95ª edizione del Canada Open, che fa parte del Nabisco Grand Prix 1985 e del Virginia Slims World Championship Series 1985. Il torneo maschile si è giocato al Uniprix Stadium di Montréal in Canada dal 12 al 18 agosto 1985, quello femminile al Rexall Centre di Toronto in Canada dal 5 al 12 agosto 1985.

## Campioni

### Singolare maschile
John McEnroe ha battuto in finale  Ivan Lendl con il punteggio di 7–5, 6–3.

### Singolare femminile
Chris Evert ha battuto in finale  Claudia Kohde Kilsch con il punteggio di 6–2, 6–4.

### Doppio maschile
Ken Flach /  Robert Seguso hanno battuto in finale  Stefan Edberg /  Anders Järryd con il punteggio di 5–7, 7–6, 6–3.

### Doppio femminile
Gigi Fernández /  Martina Navrátilová hanno battuto in finale  Marcella Mesker /  Pascale Paradis con il punteggio di 6–4, 6–0.